# رفيق الحسيني
رفيق الحسيني (1952 في القدس - )، عضو المجلس الثوري الفلسطيني، ورئيس ديوان الرئاسة الفلسطينية السابق، ورئيس لجنة إحياء احتفالات القدس كعاصمة للثقافة العربية سابقًا.
في 4 ديسمبر 2016 فازَ بانتخابات المجلس الثوري الفلسطيني والتي عُقدت أثناء المؤتمر السابع لحركة فتح وصار عضوًا فيه.

## حياته الشخصية
هو متزوج من أجنبية تعيش في بريطانيا. وهو من وجهاء عائلة الحسيني المعروفة بتاريخها النضالي المشرف في الدفاع عن القدس وهويتها العربية والإسلامية، وكان آخر شهداء هذه العائلة المناضلة الشهيد فيصل الحسيني.